# 古高松站
古高松站（日语：／ Furu-Takamatsu eki */?）是一個位於日本香川縣高松市、屬於高松琴平電氣鐵道（琴電）志度線的鐵路車站，車站編號為S07，為無人車站。

## 車站構造
採用簡易車站模式運作，沒有站房，只於靠向八栗站一方的月台末端設有一無障礙斜道的出入口。與六萬寺站的情況相同，站台有超過一半是被有背板的上蓋覆蓋，只有向屋島方向約1節長度為露天及只用欄杆圍封月台。

### 月台配置
設有側式月台1座，月台長度較一般的為長，有約60米，可容許一列3輛編成的列車停靠。於斜道盡頭設有一組對應出、入站的IC卡感應器，簡易式售票機設在感應器旁，而候車亭內另設有2張木製長櫈及3組獨立座椅式膠長櫈。列車停靠時，往瓦町方向為右側上落；往志度方向為左側上落。
| 路線     | 方向 | 目的地             | 備註 |
| -------- | ---- | ------------------ | ---- |
| ■ 志度線 | 上行 | 瓦町方向           |      |
| ■ 志度線 | 下行 | 大町、琴電志度方向 |      |

## 歷史
- 1911年11月18日：隨東讚電氣軌道今橋站～志度站開通而開業[1]。
- 1969年10月：因應建設高松北繞道（日语：高松北バイパス），車站由國道11號向相引川（日语：相引川）方向遷移。

## 利用狀況
| 1日上落人數推斷 | 1日上落人數推斷 |
| 年度            | 1日平均人數     |
| --------------- | --------------- |
| 2011            | 618             |
| 2012            | 645             |
| 2013            | 668             |
| 2014            | 672             |
| 2015            | 680             |
| 2016            | 665             |
| 2017            | 687             |
| 2018            | 684             |
| 2019            | 679             |
| 2020            | 544             |
| 2021            | 544             |
| 2022            | 561             |

## 相鄰車站
高松琴平電氣鐵道（琴電）
■志度線
琴電屋島 (S06) - 古高松 (S07) - 八栗 (S08)

## 關連條目
- 古高松南站：JR四國高德線的車站，位於本車站東南方約810公尺，因1986年才建站，因而冠以「南站」，兩者完全沒有關連。

## 外部連結
- 高松琴平電鐵古高松站資訊 （页面存档备份，存于）（日語）